# Kyslak
Kyslak (ukr. Кисляк, hist. pol. Kiślak) – wieś na Ukrainie, w obwodzie winnickim, w rejonie hajsyńskim, w hromadzie Hajsyn. W 2001 liczyła 1039 mieszkańców, spośród których 1024 wskazało jako ojczysty język ukraiński, 14 rosyjski, a 1 białoruski